# Manuel Fúria
Manuel Fúria é um músico e compositor português, conhecido pelo seu papel como vocalista, guitarrista e letrista da banda Os Golpes entre 2008 e 2011, e pelo seu subsequente trabalho a solo com Manuel Fúria e os Náufragos e Os Perdedores. A sua actividade como editor e produtor na independente Amor Fúria e as suas colaborações com a FlorCaveira, colocaram-no como um dos principais protagonistas pelo ressurgimento da música pop portuguesa cantada em português no final dos anos 00, início dos anos 10 do sec. XXI.

## Primeiros anos
Manuel Fúria nasceu em Lisboa nos anos 80, mas cresceu na cidade de Santo Tirso. Estudou no Instituto Nun'Alvres, Colégio das Caldinhas e começou aí as primeiras bandas de adolescência. Mais tarde cursou Filosofia e depois Cinema.

## Os Golpes
Inicialmente chamados Os 400 Golpes, mais tarde o grupo decide abreviar o nome: 
"não [queríamos] ser a banda que tinha o nome daquele filme. Até porque as canções que [estávamos] a fazer já não reflectiam tanto esse universo".
Cruz Vermelha Sobre Fundo Branco, o primeiro álbum sai em 2009, com ampla recepção pela imprensa e surgem as primeiras comparações com bandas como Heróis do Mar, UHF, Strokes, Franz Ferdinand ou Sétima Legião. O uso do imaginário nacionalista, como a cruz da ordem de Cristo, ajuda a colocar a banda debaixo dos holofotes.
G, o segundo álbum de 2010 inclui o estrondoso sucesso "Vá Lá Senhora", em dueto com Rui Pregal da Cunha. 
No final de 2011 a banda anuncia o seu término.

## Amor Fúria
Juntamente com Pedro Almirante Ramos e João Coração, Manuel Fúria fundou a editora discográfica Amor Fúria. Editaram bandas como Salto, Velhos, Capitães da Areia, Smix Smox Smux, Feromona, Os Quais de Jacinto Lucas Pires e Tomás Cunha Ferreira, entre outros. Foi uma estrura determinante para o renascimento da música portuguesa cantada em português entre 2007 e 2016.

## Manuel Fúria e os Náufragos
Manuel Fúria continua a sua carreira com os Náufragos cuja formação foi variando ao longo dos anos, consoante os discos e os projectos. Passaram pela banda nomes como: Francisca Aires Mateus, Tomás Cruz, Tomás Wallenstein, Silas Ferreira, Paulo Jesus, Nuno Santos, Pedro Lucas, Daniel Hewson, Tomás Branco Gonçalves, Tiago Brito, José Anahory, Nuno Carrolo, Salvador Seabra, Carolina Bernardo, Vasco Magalhães, entre outros.

## Os Perdedores
Em 2022, Manuel Fúria, no âmbito do encontro literário, Arquipélago de Escritores, apresentou o seu novo projecto de música electrónica, Os Perdedores.

## Portugalidade
Apesar de rejeitar a própria palavra "Portugalidade" ( “Devo dizer que me dou mal com o termo ‘portugalidade’”) desde o início da sua actividade o seu trabalho tem sido marcado pelas questões da identidade portuguesa, nas suas palavras:

“Uma parte considerável do meu trabalho tem a ver com identidade. Sobre a impossibilidade de uma identidade individual senão como parte de uma identidade colectiva e na radicalização dessa ideia como dispositivo artístico-ideológico: o próprio sujeito da canção dilui-se num eu colectivo tornando-se impossível distinção entre ele e Portugal”.
Numa conversa com o jornalista Nuno Costa Santos, em 2017, é explicado melhor este ponto de vista:
Toda a reflexão que tem tentado provocar através do seu trabalho vem precisamente no sentido contrário à necessidade de encontrar uma palavra que abarque em si a prática própria de se “ser português” de um modo mais adequado com uma ideia do que deve ser o “ser português”. Diz: “Mesmo que acredite, como é o caso, existir um modelo português, no trato, nos rituais, nos costumes, na maneira de pensarmos sobre nós próprios e o estrangeiro, na intuição perante as coisas, nutro senão desprezo pela ideia de categorizar isso segundo uma disciplina própria, apesar de ser uma coisa muito portuguesa fazê-lo”. As críticas de Manuel Fúria não se ficam por aqui: dirigem-se também ao gesto de abrir lojas “portuguesas”, fazer musica “portuguesa”, criar marcas de roupa com “valores portugueses”. É – citamo-lo – como se não o fôssemos, como se cada um de nós fosse um ocidental parido por geração espontânea e tivesse esta oportunidade de se relacionar com um património que só a portugalidade permite, do mesmo modo que poderia relacionar-se com Itália ou a Bulgária através da praxis própria ao país em causa, como se não tivéssemos nada a ver com isto (Portugal), como se pudéssemos escolher ser mais ou menos portugueses. Remata a sua reflexão com uma sentença: “Um país ideal, não possível, é-o. Ou seja, para se ser português no país que, a partir das ruínas da fantasia de um outro e daquele que há de vir, tento inventar, basta ser-se”.
Essa marca, presente de maneira distinta em todos os seus discos e intervenções públicas, coloca-o lado a lado a figuras como Miguel Esteves Cardoso, Pedro Ayres Magalhães, Catarina Portas, Tiago Pereira, Joana Vasconcelos.

## Discografia

### A Solo
- 2008 - As Aventuras do Homem Arranha - Amor Fúria/FlorCaveira[49][50][51]
- 2013 - Manuel Fúria Contempla os Lírios do Campo - Amor Fúria/Valentim de Carvalho[52][53][54]
- 2014 - Quatro Canções e Outros Tantos Lugares Comuns - Amor Fúria[55]
- 2017 - Viva Fúria - Sony/Columbia Records[56][57][58][59]
- 2022 - Os Perdedores - FlorCaveira[60]

### Com Os Golpes
- 2009 - Cruz Vermelha Sobre Fundo Branco - Amor Fúria[61][62]
- 2010 - G - Amor Fúria/Valentim de Carvalho[63][64]

### Como Produtor
- 2010 - Os Velhos - Amor Fúria/Valentim de Carvalho[65]

- 2011 - O Verão Eterno d'Os Capitães da Areia - Amor Fúria[66]

- 2013 - Manuel Fúria Contempla os Lírios do Campo - Amor Fúria/Valentim de Carvalho

- 2014 - Quatro Canções e Outros Tantos Lugares Comuns - Amor Fúria
- 2015 - A Viagem dos Capitães da Areia a Bordo do Apolo 70 - Amor Fúria[67]
- 2017 - Viva Fúria - Sony/Columbia Records

## Música para teatro
- 2015 - Amato - enc. Marcos Barbosa, prod. Câmara Municipal de Castelo Branco.[68]
- 2016 - O Conto de Inverno - William Shakespeare, enc. Marcos Barbosa, prod. Teatro Oficina, Centro Cultural Vila Flor.[69][70][71][72][73]

## Filmografia
- 2004 - Os Bons Alunos - Manuel Fúria[74]
- 2005 - Arquivo Geral - Manuel Fúria[13]
- 2008 - Tiago Guillul: Beijas Como Uma Freira - Manuel Fúria[75]
- 2009 - Smix Smox Smux: Toques Polifónicos - Manuel Fúria e Pedro Duarte[76]
- 2012 - Vamos Tocar Todos Juntos Para Ouvirmos Melhor - Tiago Pereira[77][78]
- 2012 - A Mesa Ferida - Marcos Barbosa[79]
- 2015 - Séculos Apaixonados: Um Totem Do Amor Impossível - Brito/Fúria[80]
- 2015 - Manuel Fúria e os Náufragos: Nova - Brito/Fúria[81]
- 2016 - Manuel Fúria e os Náufragos: Aquele Grande Rio - Manuel Fúria[82]
- 2018 - Manuel Fúria e os Náufragos: Canção Infinita - Manuel Fúria[83]

## Actividade cultural e literária
Assina crónicas e textos de opinião em periódicos tão diversos como Rádio Renascença, Público, Visão , Expresso, Ponto SJ . . Assina também o Substack O Vale Era Verde .
Participa com alguma regularidade em conferências e conversas públicas.